# Teoria do desenvolvimento organizacional
A teoria do desenvolvimento organizacional nasceu na década de 1960 em função das mudanças no mundo das organizações e em função da inadequação das estruturas convencionais a essas novas circunstâncias. Teve origem na teoria comportamental e nos consultores de dinâmica de grupo e comportamento organizacional .
Ampliou a sua área de atuação tomando a organização como um todo e assumindo uma abordagem sistêmica.
Nesse ponto, passou a assemelhar-se a uma teoria administrativa.
O desenvolvimento organizacional apresenta novos conceitos de organização, de cultura e de mudança organizacional dentro de pressupostos da teoria comportamental.
O processo de desenvolvimento organizacional é constituído basicamente por três etapas:
- colheita de dados,
- diagnóstico organizacional e
- ação de intervenção.

Tem uma variedade de técnicas para o relacionamento interpessoal, grupal, intergrupal e organizacional tais como: treinamento da sensitividade, análise transacional, consultoria de processos, desenvolvimento de equipes, reuniões de confrontação, tratamento de conflito intergrupal e suprimento de informação.
Há também uma variedade de modelos de desenvolvimento organizacional, tais como o "grid gerencial" de Blake e Mouton ou a Teoria de 3D na Eficácia Gerencial de Lawrence e Lorsch, e de Reddin.
Muito embora pareça uma moda passageira na teoria administrativa, o desenvolvimento organizacional é uma alternativa democrática e participativa para a renovação e revitalização das organizações.